# Гайтана (певица)
Гайта-Лурдес Клаверивна Есами (на украински: Гайта-Лурдес Клаверівна Ессамі; род. 24 март 1979 г., Киев, Украинска ССР), представяща се професионално като Гайтана, е украинска певица и текстописец от украинско-конгоански произход. Гайтана съчетава в творчеството си соул с елементи на джаз, блус, фънк и фолк музика. Тя е автор на повечето от песни си.

## Биография
Гайтана е родена на 24 март 1979 г. в Киев. До петгодишна възраст живее в Република Конго, откъдето е баща ѝ, владеейки само френски и лингала. По-късно се завръща в Украйна с майка си. Бащата на Гайтана все още живее в Бразавил и рядко се среща с дъщеря си.
Гайтана завършва музикално училище в класа по саксофон, по-късно получава икономическо образование. Занимава се с тенис на маса от дете, като печели званието кандидат за майстор на спорта.

## Музикална кариера
Музикалната биография на певицата започва през 1991 г. с детския телевизионен конкурс „Фант-лото Надя“, където заема трето място. По-късно композиторът Владимир Бистряков я кани в своя ансамбъл „Алтана“. Заедно с ансамбъла Гайтана участва в записите на анимационни филми и пее беквокал на записите на редица известни украински певци, сред които Ирина Билик, Таисия Повали, Ани Лорак, Микола Караченцов, Олександр Малинин.
По-късно Гайтана пее с джаз оркестър „Овъртайм“ и поп-джаз група „Юнити“. През декември 2003 г. студио Lavina Music започва да продуцира певицата и издава дебютния ѝ албум – „За теб“. Единствената украиноезична песен в албума е „Деца на светлината“ по текст на Мария Бурмака. Именно тази песен жъне най-голям успех, поради което повечето от песните в следващия албум са на украински език. Вторият албум е издаден през април 2005 г. под името „Следвам те“. През 2006 г. излиза сингълът „Две прозореца“, с версии на украински и английски. В началото на 2007 г. се появява следващият сингъл – Crazy, който печели голяма популярност сред слушателите.
На 10 декември 2007 г. Гайтана представя новия си диск – „Дъждовни капки“. Дискът включва всички най-нови хитове на певицата, както и 5 видеоклипа.
В началото на 2008 г. Гайтана и нейният продуцент Едуард Клим започват работа по записа на нов албум с Ерик Даниелс, продуцент и музикален режисьор на Джанет Джаксън, работил и с известни изпълнители като Марая Кери, Boyz II Men, Backstreet Boys, Майкъл Болтън и други. Новият албум е записан в студио в Ню Йорк и е представен същата есен в САЩ, Канада и Япония.
В началото на април 2009 г. Гайтана представя третия си украински албум под името Secret Desires.
На 26 април 2011 г. певицата представя новия си видеоклип, озаглавен „Химия“.
На 27 октомври 2011 г. Гайтана пуска музикалния видеоклип „Шахтьор – шампион“, в който се появяват повечето от футболистите на „Шахтьор“ (Донецк). Заснемането на клипа се провежда през август.
На 18 февруари 2012 г. Гайтана печели правото да представя Украйна на песенния конкурс Евровизия 2012. Певицата изпълнява песента Be My Guest. Гайтана достига до финала, където събира 65 точки и заема 15-о място.
На 26 октомври 2016 г., след дълга творческа ваканция, Гайтана представя нов видеоклип към песента „Болката не ме плаши“. Песента е представена в официалния „Ютюб“ канал на певицата под безплатен лиценз Creative Commons.

## Дискография
- „За теб“ (2003 г.)
- „Следвам те“ (2005 г.)
- „Дъждовни капки“ (макси-сингъл, 2007 г.)
- „Кукабара“ (детски песни, 2008 г.)
- „Тайни желания“ (2008 г.)
- „Само днес“ (2010 г.)
- „Viva, Европа!“ (2012 г.)
- VooDooMan (2015 г.)

## Сингли
- „Два прозореца“ (2006 г.)
- „Луда“ (2008 г.)
- „Наскоро“ (2009 г.)
- Be My Guest (2012 г.)
- Alients (2013 г.)
- Galaxy (2014 г.)
- „Болката не ме плаши“ (2016 г.)
- A Paper Plane (2020 г.)[8]